# Léon Meisch
Léon Meisch (* 27. Januar 1907 in Luxemburg; † im 20. Jahrhundert) war ein luxemburgischer Fußballspieler.
Meischs Heimatverein war CS Fola Esch. Am 9. Februar 1930 stand er in der Startelf der luxemburgischen Fußballnationalmannschaft bei einem Freundschaftsspiel gegen die belgische B-Nationalmannschaft (0:1). Es blieb sein einziges Länderspiel.